# Катаріна Джонсон-Томпсон
Катаріна Мері Джонсон-Томпсон (англ. Katarina Mary Johnson-Thompson, нар. 9 січня 1993) — британська легкоатлетка, яка спеціалізується на багатоборстві. Має високі особисті рекорди у стрибках у довжину та стрибках у висоту.

## Спортивні досягнення
Чемпіонка світу у семиборстві (2019).
Чемпіонка світу в приміщенні у п'ятиборстві (2018).
Срібна призерка чемпіонату світу в приміщенні зі стрибків у довжину (2014).
Учасниця змагань семиборок на чотирьох Олімпіадах (2012, 2016, 2020, 2024), найкращим виступом на яких було 2-е місце на іграх в Парижі 2024, 6-е місце на Іграх-2016. На Іграх 2012 року була 12-ю, а 2020 року — не дісталась фінішу.
Дворазова чемпіонка Ігор Співдружності у семиборстві (2018, 2022).
Срібна призерка чемпіонату Європи у семиборстві (2018).
Дворазова чемпіонка Європи в приміщенні у п'ятиборстві (2015, 2019).
Чемпіонка світу серед юніорів (2012) та серед юнаків (2009) у семиборстві.
Чемпіонка Європи серед молоді у семиборстві (2013).
Рекордсменка Великої Британії у семиборстві та у стрибках у висоту.
Рекордсменка Великої Британії у приміщенні у п'ятиборстві та у стрибках у висоту.
Багаторазова чемпіонка Великої Британії.